# Renee Kelly
Renee Kelly (Londres, 4 de junho de 1888 – 28 de agosto de 1965) foi uma atriz britânica de cinema e teatro.

## Filmografia selecionada
- Westward Ho! (1919)
- Foul Play (1920)
- All Sorts and Conditions of Men (1921)
- The Likeness of the Night (1921)
- Scarlet Thread (1951)